# 谷尻麻理亞
谷尻麻理亞（日语：／ Tanijiri Maria，1994年12月8日—），日本女性配音員、演員。出身於埼玉縣。MILLENNIUM PRO所屬。Earth Star Dream前成員。身高158cm。A型血。
她的父親是單簧管演奏家谷尻忍。

## 簡歷、人物
2014年，在EARTH STAR Entertainment主辦的全國聲優大獎賽中獲得鼓勵獎，並作為Earth Star Dream成員活躍。該團體的形象顏色為藍色。
喜歡的動畫是《我們仍未知道那天所看見的花的名字。》，並引用了同樣出現在同一作品中的茅野愛衣作為她尊敬的配音員。
2017年12月，她從Earth Star Dream畢業，並離開經紀公司。
自2018年5月1日起屬於object。她於2020年12月底離開該經紀公司。
自2021年5月1日起屬於MILLENNIUM PRO。在MILLENNIUM PRO，她的定位是一名藝人，而不是一名配音員。

## 演出
粗體字表示主要角色。

### 電視動畫
2015年
- 血型小將ABO系列（2015年—2016年，女型、♀型）2系列
- 庭球社（中村學姐、西新井大師西）

2016年
- 兔龜（西新井大師西[7]）

2019年
- BanG Dream！（女學生）
- （[8]）

### OVA
- 庭球社（2016年，西新井大師西）[注 1]

### 遊戲
2017年
- 遙遠異鄉Granvilier（米蘭達）
- 逆轉奧賽羅尼亞（日语：逆転オセロニア）（菲尼亞）

2018年
- WAR OF BRAINS（日语：WAR OF BRAINS）（次元番人銀河[9]）
- 騎士編年史（特斯拉）
- LITTLE FRIENDS -DOGS & CATS-

2019年
- Re:三國志（關銀屏）
- 星界鍊神（拍賣廣場的保全 等）

### 廣播劇CD
- Earth Star Dream 情境喜劇廣播劇CD系列「冬」（2016年，田崎茉莉）

### 外語配音

#### 電影
- 刺客學妹（2015年）[10]

### 廣播節目
※記號表示網路廣播。
- A&G ARTIST ZONE Earth Star Dream的THE CATCH（日语：A&G ARTIST ZONE THE CATCH）（2015年4月6日—6月29日，超！A&G+）※

### 電視劇
- 如果朋友變成了殭屍的話該怎麼辦（2019年）—飾 班長
- 惡女 ～誰說工作不帥氣？ 第2話（2022年4月20日，日本電視台）—飾 社員

### 舞台
- 舞台版庭球社 ～學姊與四處走走的時間們～ 導演剪輯版（2016年3月16日—21日，日本藝術專門學校（日语：日本芸術専門学校）大森校劇場）—飾 西新井大師西（二角）
- 馘切姬（2018年7月6日—10日，花丸學習會王子小劇場（日语：花まる学習会王子小劇場））—飾 惡魔的右手[11][12]
- （2018年9月20日—23日，THEATER BRATS）
- （2018年10月24日—11月4日，Sun-mall studio）
- （2019年2月14日—17日，新宿莫里哀劇場）[13]
- 爆走大人小學生（日语：爆走おとな小学生）「初等教育皇家（日语：初等教育ロイヤル）」（2019年6月20日—6月23日，ABC Hall）—飾 吉田
- （2019年9月12日—9月16日，山王席爾斯大廳）—飾 宇津木惠[14]
- （2019年10月29日—11月4日，TACCS1179）—飾 犬飼美琴（主演）[15]
- 火鍋故事（2019年12月18日—22日，ATELIER FANFARE東池袋）—飾 白菜
- CharadeManiacs（日语：CharadeManiacs）（2020年10月3日—11日，LAZONA川崎太陽廣場飯店（日语：ラゾーナ川崎プラザソル））—飾 瀨名日和（女主角）[16]
- 「墨菲斯的國度」（2022年11月9日—13日，綠色劇院BIG TREE THEATER）—飾 夢想家[17][18]
- AyK「秘蜜酒場 -woman in the mirror-」（2022年12月28日—31日，PerformingGallary&Cafe 繪空箱）—飾 桃
- 10週年公演「蛇姬花傳」鏡TEAM（2023年10月18日—22日，綠色劇院BIG TREE THEATER）—飾 瑠璃[19]
- 輪廻公演「瓦爾哈拉·華爾滋」（2024年12月4日—8日，綠色劇院BIG TREE THEATER）—飾 米米爾[20]

#### 朗讀劇
- Short Story Girls
  - #12（2018年2月28日，目黑鹿鳴館（日语：目黒鹿鳴館））[21]
  - #13【空中少女庭園】（2018年3月30日，目黑鹿鳴館）[22]
  - #14【絕對命運幸福論】（2018年4月25日，目黑鹿鳴館）[23]
- 女學生S的戀文（2018年3月9日、11日，LIVE BOX Gaba-Sugoka）
- （2018年4月11日—12日，兔亭）[24]
- 指尖的藍色時刻（2018年8月24日—26日，La Grotte）[25]
- 綠洲藏身處（2019年4月13日—14日，中野新橋Prime Theater）[26]

## 音樂作品
Earth Star Dream活動詳情請參閱「Earth Star Dream」。

### 角色歌曲
| 發行日期 | 商品名稱 | 歌                                                                                          | 樂曲                     | 備註                       |
| 2016年   | 2016年   | 2016年                                                                                      | 2016年                   | 2016年                     |
| -------- | -------- | ------------------------------------------------------------------------------------------- | ------------------------ | -------------------------- |
| 5月25日  |          | 兔龜高中網球社                                                                              | 「」                     | 電視動畫《兔龜》片頭主題曲 |
| 5月25日  | 「」     | 兔龜高中網球社                                                                              | 電視動畫《兔龜》相關歌曲 |                            |
| 5月25日  | 「」     | 兔龜高中網球社 feat. 古平助（高尾奏音）、馬場宮子（曾我部英理）、色葉似穗經土（愛原亞里沙） | 電視動畫《兔龜》相關歌曲 |                            |

## 腳註

## 外部連結
- 谷尻麻理亞｜MILLENNIUM PRO （日語）
- 谷尻麻理亞｜EARTH STAR Entertainment，存于 （日語）
- 谷尻麻理亞｜object，存于 （日語）
- （日語）—谷尻麻理亞的官方個人部落格。
- ，存于 （日語）—（舊）谷尻麻理亞的官方個人部落格。
- 谷尻麻理亞的X（前Twitter） （日語）
- （日語）—WEB THE TELEVISION（日语：ザテレビジョン）
- （日語）—goo人名事典
- 谷尻麻理亞 （日語）—oricon
- 谷尻麻理亞 （日語）—allcinema（日语：allcinema）